# Grote huisgierzwaluw
De grote huisgierzwaluw (Apus nipalensis) is een lid van de familie van gierzwaluwen (Apodidae) en komt wijd verspreid in Zuidoost-Azië voor.
Hoewel de grote huisgierzwaluw qua uiterlijk lijkt op de huiszwaluw, zijn het geen verwante vogelsoorten. De huiszwaluw komt namelijk uit de orde van de zangvogels. Dit is een voorbeeld van convergente evolutie.

## Beschrijving
De grote huisgierzwaluw is een kleine gierzwaluw van 15 cm lengte. De vogel lijkt sterk op de huisgierzwaluw (A. affinis) die westelijker in het oriëntaals gebied en in Afrika voorkomt. De grote huisgierzwaluw werd vroeger als de ondersoort A. a. nipalesnis beschouwd.
De vogel is egaal zwart met een witte stuit, waarbij het wit van de stuit een eindje doorloopt tot op de flanken. Ze hebben een vrij korte, niet gevorkte staart en ze hebben een fladderende manier van vliegen, net als de huiszwaluw. De grote huisgierzwaluw maakt net als de huisgierzwaluw een tinkelend geluid.

## Verspreiding en leefgebied
De grote huisgierzwaluw komt voor van de noordwestelijke uitlopers van de Himalaya tot aan Vietnam en van Bangladesh tot aan het zuiden van Japan. Verder in de Indische Archipel tot in het noorden van de Filipijnen. Overal is de vogel standvogel; mogelijk zijn vogels in het noorden van het verspreidingsgebied trekvogel.
De soort telt 4 ondersoorten:
- A. n. subfurcatus: van Malakka tot Borneo, Sumatra en de nabijgelegen eilanden.
- A. n. furcatus: Java en Bali.
- A. n. kuntzi: Taiwan.
- A. n. nipalensis: van de Himalaya tot Japan en zuidoostelijk China, zuidelijk tot Myanmar, Zuidoost-Azië en de Filipijnen.

Huiszwaluwen nestelen tegen rotsen, in grotten maar ook in steden tegen huizen en winkels. Winkeliers op Borneo beschouwen de aanwezigheid van de nesten in hun winkelpand als een teken van geluk. Zij foerageren in open landschappen. Het zijn algemene vogels tot op een hoogte van 2100 m boven de zeespiegel (in Nepal).

## Status
De grote huisgierzwaluw heeft een enorm groot verspreidingsgebied en daardoor alleen al is de kans op uitsterven uiterst gering. De grootte van de populatie is niet gekwantificeerd. De indruk bestaat dat de aantallen toenemen; om die reden staat de grote huisgierzwaluw als niet bedreigd op de Rode Lijst van de IUCN.